# Marina Patricia Jiménez Ramírez
Marina Patricia Jiménez Ramírez (Ciudad de México, 18 de julio de 1964 - 3 de noviembre de 2021) fue una socióloga y activista representante en Chiapas del Instituto Nacional de Pueblos Indígenas. Reconocida especialista en el campo de los derechos humanos, los derechos indígenas y los derechos de las mujeres. Encabezó la defensa de los derechos humanos de distintos pueblos originarios de Chiapas que fueron perseguidos y encarcelados tras el levantamiento del Ejército Zapatista de Liberación Nacional en 1994.

## Biografía
Marina Jiménez fue la penúltima hija en una familia de siete hijos, seis mujeres y un hombre. Su padre fue chef y su madre se dedicó al hogar después de casarse. La familia de Marina tenía una formación católica, tradicional y con una disciplina rígida. Su padre desde joven realizaba trabajo social en las colonias populares de la Ciudad de México.  
Marina tuvo su formación básica en escuelas religiosas; en la secundaria estuvo con las hermanas de La Caridad, por lo que dedicaba parte de su tiempo a la asistencia social. En el bachillerato asistió al Colegio de Ciencias y Humanidades Sur, al inicio de la década de 1980 durante el proceso de la inmigración guatemalteca en México lo que influyó en su sensibilización en torno a las problemáticas sociales del sur de México. Antes de entrar a la universidad, entró en una congregación jesuita de Oaxaca, Las Hermanas del Divino Pastor. Adicional a su formación teológica, inició de manera simultánea estudios de filosofía. Marina Jiménez participó en el proceso de organización de las comunidades indígenas de las regiones de la selva y los altos del estado de Chiapas desde sus 20 años, debido a que la orden de Las Hermanas del Divino Pastor tenía presencia en Chilón y en San Cristóbal de Las casas. Si bien se trataba de una organización religiosa, se consideraba una Diócesis fuera de lo común, por estar relacionada con un proceso de formación social, con un movimiento indígena considerable. En ese tiempo, el obispo Samuel Ruiz trabajaba en la región y propuso la formación de una Comisión de Análisis Político sobre lo que pasaba en el país. Cada región pastoral asignó personas para que formaran parte de esa Comisión, y así Marina se involucró con el movimiento social de indígenas en Chiapas. Tras esa experiencia dejó la organización religiosa después de nueve años.
Estudió la licenciatura en Sociología en la Facultad de Ciencias Políticas y Sociales de la Universidad Nacional Autónoma de México y una maestría en Antropología Social  en la Universidad Autónoma de Chiapas.  Trabajó en el campo de la educación popular desde 1987. A mediados de la década de los noventa se funda el Centro de Derechos Humanos Fray Bartolomé de las Casas, también conocido como FRAYBA, en esta institución se desempeñó como defensora por los derechos humanos en Chiapas de 1993 a 2003, donde fue coordinadora en el área de seguimiento de los casos.

## Trayectoria
Durante 1998, Marina formó parte del documental realizado por el colectivo Big Noise donde se mostró la etapa de las comunidades zapatistas y su apoyo a nivel internacional. El documental se sitúa en las montanas del sureste de México, hace referencia al 1 de enero de 1994, fecha en la que varios miles de soldados indígenas toman gran parte del estado de Chiapas, declarando la guerra contra el poder corporativo global y por la humanidad autodenominándose Ejército Zapatista de Liberación Nacional (EZLN).
A partir de 1998 y hasta el 2003, sostuvo el cargo de directora del FRAYBA, desde esta organización realizó una ardua labor que le dio reconocimiento nacional e internacional por su desempeño. Durante ese período documentó y denunció los crímenes de lesa humanidad en Chiapas de los que ella misma también fue víctima, exigiendo su investigación como parte de la deuda a la verdad y la memoria histórica. Dio visibilidad al conflicto a nivel internacional exponiendo las condiciones sociales como la marginación y pobreza extrema a las que se enfrentaba el pueblo chiapaneco al ser desplazado de sus comunidades, también sostuvo diálogos pacíficos con el Gobierno de México para que se retomaran soluciones. En 2001, recibió hostigamiento por su activismo, hecho que fue denunciado por el Observatorio para la Protección de los Defensores de los Derechos Humanos (programa conjunto de la Federación Internacional por los Derechos Humanos y de la Organización Mundial Contra la Tortura) para garantizar la seguridad, integridad física y psicológica de Marina Jiménez y los demás integrantes del FRAYBA.
Marina no estaba totalmente en contra del movimiento Ejército Zapatista de Liberación Nacional sino de la violencia que generaba hacia el pueblo de Chiapas. En varias ocasiones sostuvo que era necesario darse cuenta de que existe (el EZLN), que es un movimiento vigente, que reclama atención y que más allá de visualizarlo se deben atender sus causas. Marina también participaba en otras causas sociales como parte de la Comisión Nacional de Derechos Humanos, en 2018 participó en la realización del primer encuentro latinoamericano de artistas artesanas, tejedoras, alfareras, carpinteras, trabajadoras de lana, un foro en donde se compartió conocimiento del trabajo en San Cristóbal de las Casas, Chiapas. Daba conferencias sobre la situación de violencia de género en contra de mujeres indígenas y afromexicanas en colaboración con la Comisión Nacional de Derechos Humanos y la Escuela Itinerante de Derechos Humanos de Pueblos, Comunidades Indígenas y Afromexicanas.
De 2004 a 2006 fue la coordinadora general del centro de desarrollo comunitario Fundación León XIII y coordinó varios programas de desarrollo humano indígena, uno de ellos fue el Foro Cuerpo, territorio y autonomía donde se abordaron temas sobre la salud de las mujeres indígenas señalando que es una deuda que mantiene el Estado mexicano, la sociedad civil y las comunidades. En dicho foro, Marina expuso:

No es posible pensar en la autonomía de los pueblos, si se mantiene a las mujeres al margen, pues son éstas quienes dan un equilibrio a la vida personal y colectiva, amén de ser portadoras de esperanza. Sin las mujeres no puede haber ni territorio ni autonomía.

En 2006 asesoró y coordinó con el Centro de Derechos Humanos Fray Matías de Córdova, el informe sobre la situación de violaciones a los derechos humanos de los afectados por el Huracán Stan. De 2005 a 2006 fue profesora en la escuela secundaria Fray Bartolomé de Las Casas en la localidad Guaquitepec, municipio de Chilón en Chiapas. A la par fue integrante del Consejo Asesor Legal para la Promoción de las Organizaciones de la Sociedad Civil hasta 2009. Fue consejera del Consejo Estatal de los Derechos Humanos (CEDH) en Chiapas y consejera de la Comisión de Verdad de Oaxaca denunciando las graves violaciones a los derechos humanos cometidas en 2006 y 2007 durante el conflicto sociopolítico en Oaxaca. Directora de la Cuarta Visitaduría de la Comisión Nacional de Derechos Humanos. En 2008 se desempeñó como directora de investigación del Instituto Estatal de la Mujer y coordinó el Informe de Pueblos Indígenas publicado por la Comisión de Derechos Humanos de la Ciudad de México ya que también ejercía funciones como asesora de la Secretaría de los Pueblos Indígenas. 
En 2017 entró en funciones como directora del Instituto Municipal para la Igualdad entre Mujeres y Hombres y los Derechos Humanos del Ayuntamiento de Villa de Tututepec de Melchor Ocampo, Juquila, en el estado de Oaxaca. Durante este cargo, presentó algunos problemas de salud, por este motivo se traslada a Comitán, Chiapas para realizarse estudios médicos e intervenciones quirúrgicas solicitando licencia a su cargo mientras se recuperaba de su salud. Este caso generó una controversia ya que se le informó que en ningún momento contó con cobertura de seguridad social para atender su salud. Por tal situación, Marina Jiménez presenta una queja ante la Defensoría de los Derechos Humanos del pueblo de Oaxaca en 2018 para que se implementaran acciones jurídicas y administrativas con el propósito de proporcionar seguridad social a todos los trabajadores del Ayuntamiento de Villa de Tututepec de Melchor Ocampo y que se le cubran todos los gastos originados con motivo de la atención médica y atención de su salud conforme a la Ley General de Víctimas y a la Ley de Víctimas del Estado de Oaxaca. Sin embargo, esta solicitud no fue aceptada por la autoridad.
El 5 de octubre de 2020 fue nombrada titular de la oficina de representación del Instituto Nacional de los Pueblos Indígenas (INPI) en Chiapas, donde fungió hasta su muerte, causada por una enfermedad terminal el 3 de noviembre de 2021.

## Publicación
- El rostro de los derechos humanos en Chiapas, 2000.